# Dekanat ignaliński
Dekanat ignaliński – jeden z 9 dekanatów archidiecezji wileńskiej na Litwie. Składa się z 19 parafii, 21 kościołów. 

## Lista parafii
| Lp | Miejscowość / parafia                                      | Proboszcz / administrator             | Kościół                                                        | Zdjęcie |
| -- | ---------------------------------------------------------- | ------------------------------------- | -------------------------------------------------------------- | ------- |
| 1  | Cejkinie Parafia Najświętszego Imienia Maryi               | ks. Marijonas Savickas (dojeżdżający) | Kościół Najświętszego Imienia Maryi w Cejkiniach               |         |
| 2  | Dukszty Parafia św. Stanisława Kostki                      | ks. Sigitas Grigas (administrator)    | Kościół św. Stanisława Kostki w Duksztach                      |         |
| 3  | Gajdy Parafia Pana Jezusa Ukrzyżowanego                    | ks. Algis Vaickūnas                   | Kościół Pana Jezusa Ukrzyżowanego w Gajdach                    |         |
| 4  | Giedziunele Parafia Najświętszej Maryi Panny Bolesnej      | ks. Sigitas Grigas (adm.)             | Kościół Najświętszej Maryi Panny Bolesnej w Giedziunelach      |         |
| 5  | Ignalino Parafia Narodzenia Najświętszej Maryi Panny       | ks. Vidas Smagurauskas                | Kościół Narodzenia Najświętszej Maryi Panny w Ignalinie        |         |
| 6  | Kożaczyzna Parafia św. Stanisława Biskupa i Męczennika     | ks. Sigitas Grigas (adm.)             | Kościół św. Stanisława Biskupa i Męczennika w Kożaczyźnie      |         |
| 7  | Łyngmiany Parafia Trójcy Przenajświętszej                  | ks. Vidas Smagurauskas                | Kościół Trójcy Przenajświętszej w Łyngmianach                  |         |
| 8  | Mielegiany Parafia św. Jana Chrzciciela                    | ks. Marijonas Savickas                | Kościół św. Jana Chrzciciela w Mielegianach                    |         |
| 9  | Daugieliszki Nowe Parafia św. Joachima i św. Anny          | ks. Bernardas Augaitis                | Kościół św. Joachima i św. Anny w Daugieliszkach Nowych        |         |
|    | Koczergiszki                                               |                                       | Kościół św. Jana Chrzciciela w Koczergiszkach                  |         |
| 10 | Połusze Parafia św. Józefa                                 | ks. Vidas Smagurauskas                | Kościół św. Jozafata w Połuszach                               |         |
| 11 | Porynga Parafia Najświętszego Serca Pana Jezusa            | ks. Bernardas Augaitis                | Kościół Najświętszego Serca Pana Jezusa w Poryndze             |         |
| 12 | Puszki Parafia Najświętszej Maryi Panny Matki Miłosierdzia | ks. Algis Vaickūnas                   | Kościół Najświętszej Maryi Panny Matki Miłosierdzia w Puszkach |         |
| 13 | Rymszany Parafia Trójcy Przenajświętszej                   | ks. Algis Vaickūnas                   | Kościół Trójcy Przenajświętszej w Rymszanach                   |         |
| 14 | Smołwy Parafia Matki Bożej Różańcowej                      | Jonas Mačiulis (adm.)                 | Kościół Matki Bożej Różańcowej w Smołwach                      |         |
|    | Turmont                                                    |                                       | Kościół Najświętszego Serca Jezusa w Turmoncie                 |         |
| 15 | Tylża Parafia Najświętszej Maryi Panny Królowej Świata     | ks. Jonas Mačiulis (dojeżdżający)     | Kościół Najświętszej Maryi Panny Królowej Świata w Tylży       |         |
| 16 | Twerecz Parafia Trójcy Przenajświętszej                    | ks. Antanas Domeikis                  | Kościół Trójcy Przenajświętszej w Twereczu                     |         |
| 17 | Przyjaźń Parafia Nawiedzenia Najświętszej Maryi Panny      | ks. Vidas Smagurauskas                | Kościół Nawiedzenia Najświętszej Maryi Panny w Przyjaźni       |         |
| 18 | Wisaginia Parafia św. Pawła Apostoła                       | ks. Vidmantas Rudokas                 | Kościół św. Pawła Apostoła w Wisaginii                         |         |
| 19 | Wasiewicze Parafia Najświętszej Maryi Panny                | ks. Antanas Domeikis (adm.)           | Kościół Najświętszej Maryi Panny w Wasiewiczach                |         |